# Quirin Mickl
Dr. Quirin Mickl OCist. vlast. jm. Jan Kristian Alois Mickl (13. prosince 1709 Újezd Ostrolov - 23. února 1767, Vyšší Brod) byl cisterciácký mnich, učenec a básník, který od roku 1747 zastával úřad opata kláštera ve Vyšším Brodě. Byl nositelem titulu Pronotarius apostolicus, císař jej jmenoval císařským radou.

Dne 4. června 1735 se stal knězem a od roku 1740 zastával místo profesora teologie v arcibiskupské koleji sv. Vojtěcha v Praze. Opatem kláštera byl zvolen 28. prosince 1747. Podle tradice ovládal dvacet jazyků. V klášteře nechal postavit novou knihovnu, kterou doplnil o řadu vzácných knih. V klášterním archivu shromáždil cenné rukopisy. Je pohřben v marianské kapli v klášteře ve Vyšším Brodě.

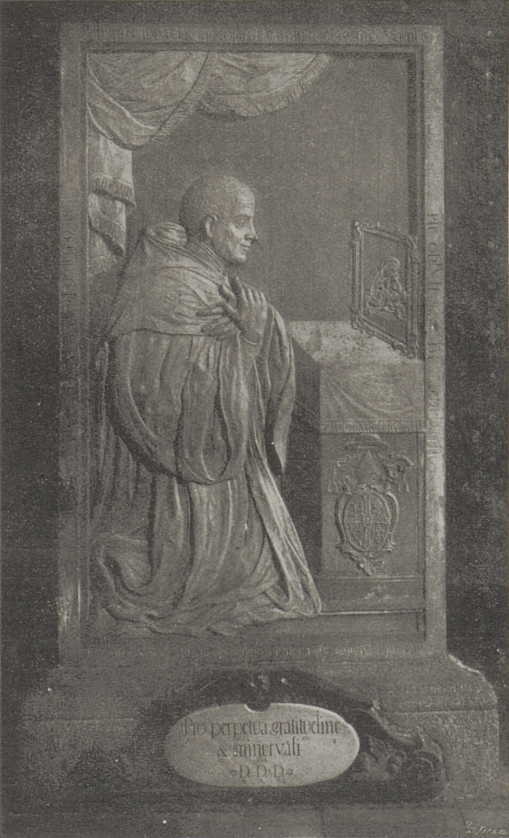
Náhrobek Quirina Mickla v klášterním chrámu ve Vyšším Brodě (2. polovina 18. století)

## Dílo (výběr)
Napsal řadu spisů z oblasti teologie, filosofie, práva, ale psal třeba i básně a písně.
- teologická německá encyklopedie, 35 svazků
- Recentior artis poeticae Helicon Libri IX., 9 svazků
- Apolectus doctrinalis decisionum theologico-moralium
- Lucubratio theologico-moralis
- Dějiny cisterciáckého kláštera ve Vyšším Brodě (německy)[3]